# تيار الخليج

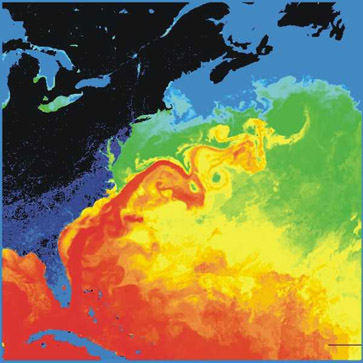
درجة حرارة السطح في الشطر الغربي من شمالي المحيط الأطلسي.

تيار الخليج الدافئ هو تيار دافئ وسريع في المحيط الأطلسي يتكون في خليج المكسيك ويمتد حتى طرف فلوريدا، ويتبع السواحل الشرقية للولايات المتحدة ونيوفندلاند قبل عبور المحيط الأطلسي كتيار الأطلسي الشمالي. تتسبب عملية التكثيف الغربي في تسارع تيار الخليج باتجاه الشمال مبتعدًا عن الساحل الشرقي لأمريكا الشمالية. بالقرب من الإحداثي 40°0′ شمالًا 30°0′غربًا، ينقسم التيار إلى جزأين، مع التيار الشمالي، يعبر تيار الأطلسي الشمالي إلى شمال أوروبا ويُعاد توزيع التيار الجنوبي، تيار الكناري، في غرب أفريقيا.
يؤثر تيار الخليج على المناخ في الساحل الشرقي من أمريكا الشمالية من فلوريدا وحتى نيوفندلاند، وكذلك الساحل الغربي لأوروبا. على الرغم من وجود جدال مؤخرًا، ولكن هناك إجماع على أن المناخ في غرب أوروبا وشمال أوروبا أدفأ مما قد يكون عليه بدون تيار الأطلسي الشمالي الذي يُعتبر الجزء الشمالي الشرقي من تيار الخليج. فهو جزء من الدوامة المحيطية الأطلسية. أدى وجوده إلى تكوّن أعاصير قوية من كافة الأنواع، داخل كل من المحيط والغلاف الجوي. يُعتبر أيضًا تيار الخليج مصدرًا ممكنًا ذو أهمية لتوليد الطاقة المتجددة.[بحاجة لمصدر]

## تاريخ
يعود اكتشاف الأوروبيين لتيار الخليج إلى بعثة خوان بونثي دي ليون في عام 1512، والتي أصبح بعدها استخدام التيار من قبل السفن الإسبانية شائعًا في الإبحار من الكاريبي إلى إسبانيا. دُونت لمحة في سجل رحلات بونثي دي ليون، في 22 أبريل 1513، ذُكر فيها «تيار مثل ذلك، على الرغم من اشتماله على رياح عاتية، فهي غير قادرة على المضي قدمًا، بل تتحرك للخلف ويبدو أنها كانت تمضي؛ في النهاية كان معروفًا أن التيار كان أقوى من الرياح». كان وجوده معروفًا أيضًا لبييترو مارتيري دانغييرا.
أصبح بنجامين فرانكلين مهتمًا بأنماط دوران المحيط الأطلسي الشمالي. في 1768، حين كان في إنجلترا، سمع فرانكلين شكوى من مجلس الجمارك الاستعماري أثارت فضوله: لماذا تستغرق السفن الصغيرة البريطانية التي تصل إلى نيويورك من إنجلترا وقتًا أطول بعدة أسابيع من ذاك الذي تستغرقه سفينة تجارية أمريكية اعتيادية للوصول إلى نيوبورت برود آيلاند، على الرغم من أن السفن التجارية المغادرة من لندن تضطر للإبحار عبر نهر التمز ثم بطول بحر المانش قبل الإبحار عبر الأطلسي، بينما تغادر السفن الصغيرة من فالموث بكورنوال.
سأل فرانكلين تيموثي فولجر، ابن عمه الذي كان قبطانًا على سفينة لصيد حيتان على جزيرة نانتوكيت، عن الجواب. شرح فولجر أن السفن التجارية تعبر بشكل دوري ما سُمي لاحقًا بتيار الخليج —متعرفين عليه من خلال سلوك الحيتان وقياسات درجة حرارة المياه والتغيرات في لون المياه— بينما يبحر قباطنة سفن البريد ضده. جعل فرانكلين فولجر يرسم مسار تيار الخليج على خريطة قديمة للمحيط الأطلسي ويضيف ملاحظات مكتوبة عن كيفية تجنب التيار عند الإبحار من إنجلترا إلى أمريكا. مرّر فرانكلين بعدها الخريطة إلى أنتوني تود، سكرتير مكتب البريد البريطاني. طُبعت خريطة فرانكلين لتيار الخليج في 1769 في لندن، ولكنها أُهملت في أكثر الأحيان من قِبل القباطنة البريطانيين. طُبعت نسخة في باريس قرابة 1770–1773، ونشر فرانكلين إصدارًا ثالثًا في فيلادلفيا عام 1786.

## الخصائص
تيار الخليج في الأصل هو تيار غربي متكاثف، يُدفع بشكل كبير بواسطة إجهاد الرياح. يُدفع تيار شمال الأطلسي، على النقيض، بشكل كبير بفعل الدورة الحرارية الملحية. في عام 1958، لاحظ عالم المحيطات هنري ستومل أن «كمية قليلة جدًا من المياه في خليج المكسيك تتواجد بالفعل في التيار». عن طريق حمل المياه الدافئة باتجاه الشمال الشرقي عبر المحيط الأطلسي، يصبح غرب أوروبا وبالأخص شمال أوروبا أدفأ مما قد يكون عليه بدون التيار.

## التكون والسلوك
يتدفق نهر من المياه المالحة، يُسمى التيار الأطلسي الاستوائي الشمالي، غربًا من ساحل أفريقيا الوسطى. عندما يتفاعل التيار مع الساحل الشمالي الشرقي لأمريكا الجنوبية، يتفرع التيار إلى فرعين. يمر أحدهم إلى بحر الكاريبي، بينما يتدفق الآخر، وهو تيار الأنتيل، شمال وشرق جزر الهند الغربية. ينضم ذلك الفرعان مرة أخرى شمال مضيق فلوريدا.
تهب الرياح التجارية باتجاه الغرب في المناطق الاستوائية، وتهب الغربيات باتجاه الشرق في دوائر العرض المتوسطة. يتسبب نمط الرياح في إجهاد سطح المحيط في المناطق شبه المدارية بدوران سالب عبر شمال المحيط الأطلسي. يتجه انتقال سفيردروب باتجاه خط الاستواء.
بسبب بقاء الدوامية المحتملة التي تتسبب فيها الرياح المتحركة باتجاه الشمال على الأطراف الغربية لعروض الخيل، والدوامية النسبية المتزايدة للمياه المتحركة باتجاه الشمال، يتوازن الانتقال بفعل تيار محصور ومتسارع باتجاه القطب. يفوق ذلك التيار المار عبر الحدود الغربية للحوض المحيطي تأثيرات الاحتكاك مع التيارات الحدودية الغربية، ويُعرف بتيار لبرادور. يتسبب بقاء الدوامة المحتملة في انحناءات بطول تيار الخليج، والتي تنفصل أحيانًا بفعل انتقال موضع تيار الخليج، مكونةً دوامات دافئة وباردة منفصلة. تتسبب تلك العملية، المعروفة بالتكثيف الغربي، في أن تصبح التيارات الموجودة على الحدود الغربية للحوض المحيطي، مثل تيار الخليج، أقوى من تلك الموجودة على الحدود الشرقية.
ونتيجة لذلك، يكون تيار الخليج الناتج تيارًا خليجيًا قويًا. ينقل التيار المياه بمعدل 30 مليون متر مكعب في الثانية (30 سفيردروب) عبر مضيق فلوريدا. بمروره جنوب نيوفندلاند، يزداد ذلك المعدل إلى 150 مليون متر مكعب في الثانية. يُضعِف حجم تيار الخليج من كافة الأنهار التي تصب في المحيط الأطلسي مجتمعةً والتي تصل إجمالًا بالكاد إلى 0.6 مليون متر مكعب في الثانية. فهو أضعف من تيار القطب الجنوبي المحيطي. باعتبار قوة وقرب تيار الخليج، قد تكون شواطئ الولايات المتحدة على الساحل الشرقي أكثر عرضة للانحرافات الكبيرة في مستوى سطح البحر، ما قد يؤثر بشدة على معدلات تآكل الساحل.
يبلغ العرض الإجمالي لتيار الخليج 100 كيلومترًا (62 ميلًا) ويتراوح عمقه بين 800 مترًا (2,600 قدمًا) و1200 مترًا (3900 قدمًا). تكون سرعة التيار أكبر ما يمكن بالقرب من السطح، إذ تبلغ السرعة القصوى قرابة 2.5 مترًا في الثانية (5.6 ميلًا). مع اتجاهه نحو الشمال، تتعرض المياه الدافئة التي ينقلها تيار الخليج للتبريد التبخري. يُدار التبريد بالرياح: تتسبب الرياح المتحركة عبر المياه في التبخر، فتبرّد المياه وتزداد ملوحتها وكثافتها. عندما يتكون الجليد البحري، تبقى الأملاح خارج الجليد، وهي العملية التي تُعرف باستبعاد الماء المالح. تنتج تلك العمليتان مياهًا أبرد وأكثر كثافة (أو بالتحديد، مياهًا تبقى سائلة في درجة حرارة أقل). في المحيط الأطلسي الشمالي، تصبح المياه شديدة الكثافة لدرجة أنها تبدأ في الغرق لأسفل خلال المياه الأقل ملوحة وكثافة. (يشابه التأثير الحملي ذلك الحادث في مصباح اللافا).  تصبح تلك التيارات الهابطة من المياه الباردة والكثيفة جزءًا من المياه العميقة للمحيط الأطلسي الشمالي، وهو تيار يتجه نحو الجنوب. يبقى القليل من العشب البحري بداخل التيار، على الرغم من أن العشب البحري يمكث في عناقيد في الشرق من التيار. وجدت دراستان منشورتان في أبريل 2018 بمجلة نيتشر أن تيار الخليج في أضعف حالاته منذ 1600 عامًا على الأقل.

## أعلام
- ويليام تي يونغ